# اوا روبنشتاین

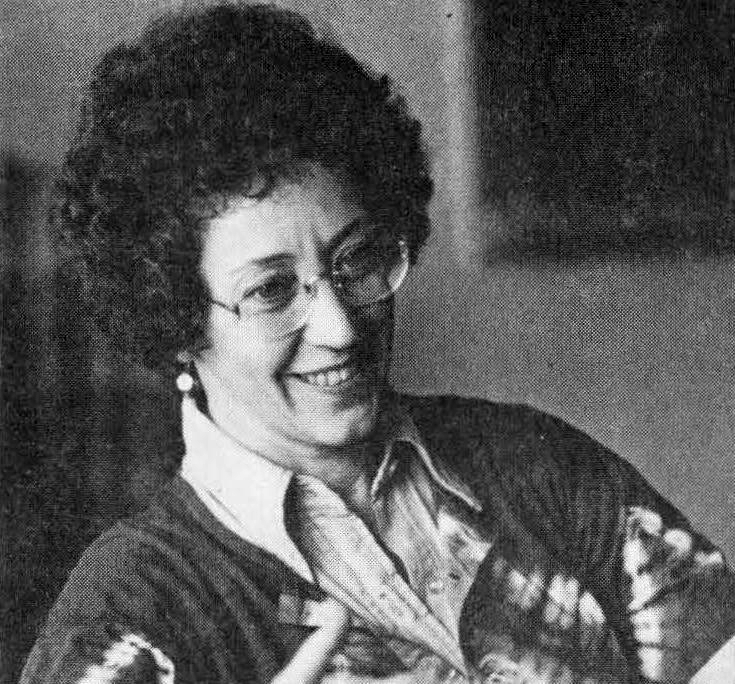
اوا روبنشتاین

اوا روبنشتاین (انگلیسی: Eva Rubinstein؛ زادهٔ ۱۹۳۳) یک عکاس اهل ایالات متحده آمریکا است. 